# Volkartshain
Volkartshain ist ein Ortsteil der Gemeinde Grebenhain im mittelhessischen Vogelsbergkreis.

## Geografie

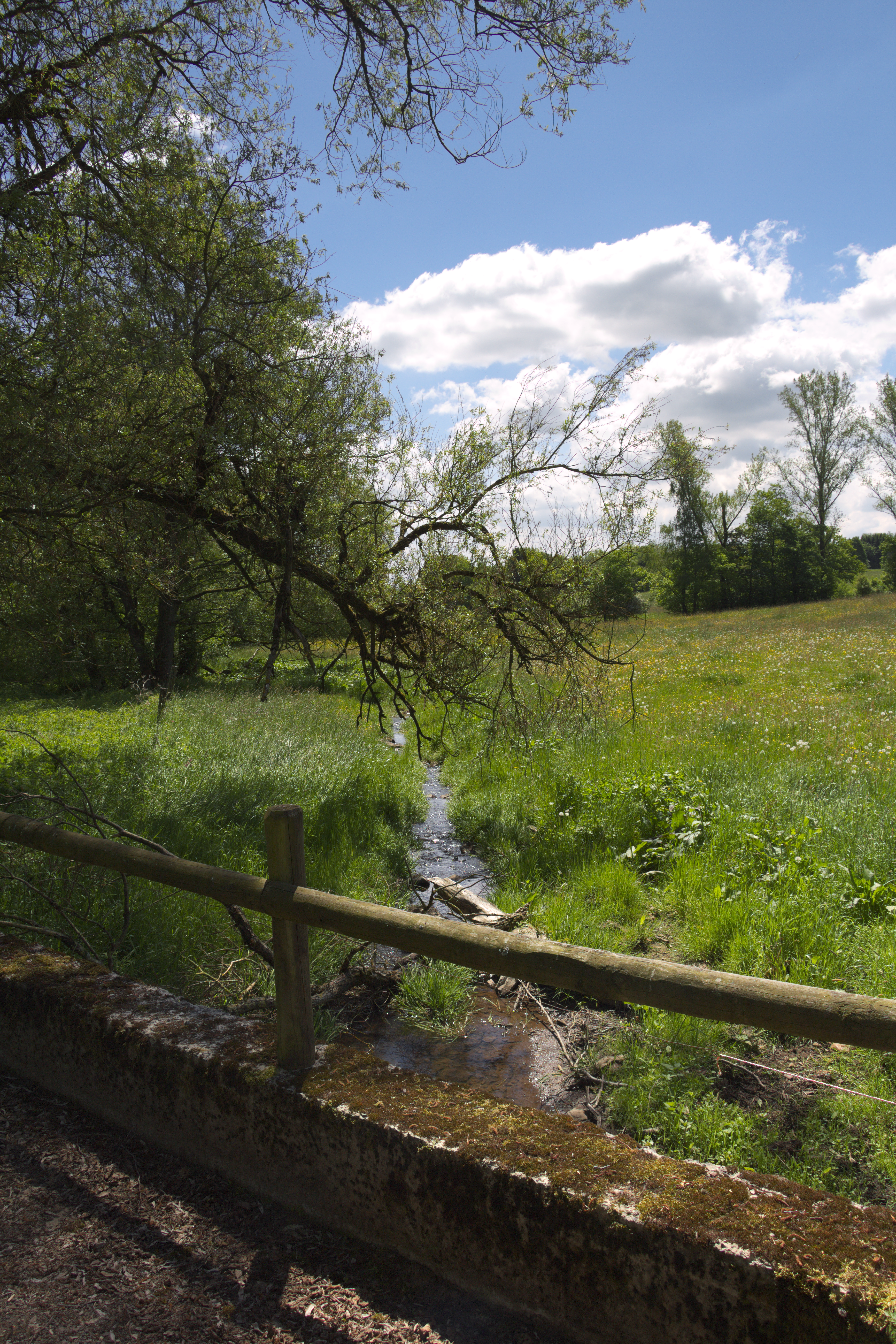
Hundsbachbrücke im Auenverbund Kinzig nördlich von Volkartshain

Volkartshain ist der südlichste Ortsteil der Großgemeinde Grebenhain und liegt am Rand des Hohen Vogelsberges, rund 4 km südlich der Herchenhainer Höhe.

## Ortsgeschichte

### Mittelalter
Die urkundliche Ersterwähnung des Ortes stammt aus dem Jahr 1385: „zu Folkartshen“. 
Die Namensforschung erklärt den Ortsnamen als „Siedlung des Folkhard“.
Das Dorf gehörte im Mittelalter und in der frühen Neuzeit zum Amt Ortenberg, einem Kondominat, das von drei Landesherren aus dem Kreis der Mitglieder des Wetterauer Grafenvereins gebildet wurde.

### Frühe Neuzeit
Da alle drei Herren des Kondominats sich der Reformation zuwandten, wurde auch Volkartshain lutherisch.
Volkartshain gehört zu den Gebieten, in denen das Solmser Landrecht von 1571 gewohnheitsrechtlich, aber nur teilweise, rezipiert wurde. Das galt insbesondere für die Bereiche Vormundschaftsrecht, Erbleihe und eheliches Güterrecht. Im Übrigen galt das Gemeine Recht. Erst das Bürgerliche Gesetzbuch, das einheitlich im ganzen Deutschen Reich galt, setzte zum 1. Januar 1900 das alte Partikularrecht außer Kraft.
1601 kam es zu einer Realteilung des Kondominats, wobei Volkartshain der Herrschaft Gedern der Grafen von Stolberg-Gedern zugeschlagen wurde.

### Neuere Geschichte
1806 fiel die Grafschaft Stolberg – und damit auch Volkartshain – an das Großherzogtum Hessen. Hier gehörte Volkartshain zum standesherrlichen Amt Gedern. 1821 bildete das Großherzogtum den Landratsbezirk Nidda, dem auch Volkartshain zugeordnet wurde, und der ab 1832 Kreis Nidda hieß. Mit der Revolution von 1848 wurde kurzzeitig der Regierungsbezirk Nidda gebildet, 1852 aber der Kreis Nidda wiederbelebt. 1874 kam das Dorf zum Kreis Schotten, 1938 zum Kreis Lauterbach, 1972 zum Vogelsbergkreis. Mit der Gebietsreform in Hessen wurde Volkartshain am 31. Dezember 1971 ein Ortsteil der neugebildeten Großgemeinde Grebenhain.
Während des Zweiten Weltkrieges warfen britische Kampfflugzeuge in der Nacht vom 3. auf den 4. August 1941 mehrere Sprengbomben über Volkartshain ab, wobei ein Bauernhaus zerstört und zwei Menschen getötet wurden.
Am 7. Dezember 1966 entging der Ort nur knapp einer Katastrophe, als ein amerikanisches Aufklärungsflugzeug vom Typ Grumman OV-1 brennend in den nahegelegenen Wald stürzte. Zuvor war es dem Piloten gelungen, die Maschine über Volkartshain noch einmal hochzuziehen, bevor er sie – wie zuvor sein Copilot – durch Betätigung des Schleudersitzes verließ. Die beiden Besatzungsmitglieder William Ebert und Kenneth Bakos wurden am 21. Dezember 1966 zu Ehrenbürgern der Gemeinde Volkartshain ernannt.
In die überregionalen Schlagzeilen geriet Volkartshain durch einen bis heute ungeklärten Dreifachmord im Februar 1985.
Gebietsreform in Hessen
Im Zuge der Gebietsreform in Hessen fusionierte die Gemeinde Volkartshain mit zehn benachbarten Gemeinden freiwillig zum 31. Dezember 1971 zur neugebildeten Großgemeinde Grebenhain. Seit dem 1. August 1972 gehört der Ort außerdem zum damals neugebildeten Vogelsbergkreis.
Für die eingegliederten Gemeinden von Grebenhain wurden je ein Ortsbezirk mit Ortsbeirat und Ortsvorsteher nach der Hessischen Gemeindeordnung gebildet.

### Verwaltungsgeschichte im Überblick
Die folgende Liste zeigt die Staaten und Verwaltungseinheiten, denen Volkartshain angehört(e):
- vor 1601: Heiliges Römisches Reich, Amt Ortenberg (Kondominat des Wetterauer Grafenvereins)
- ab 1601: Heiliges Römisches Reich, Grafschaft Stolberg-Wernigerode, Amt Gedern
- ab 1677: Heiliges Römisches Reich, Grafschaft Stolberg-Gedern, Amt Gedern
- ab 1806: Großherzogtum Hessen (Souveränitätslande),[Anm. 2]. Fürstentum Oberhessen, Amt Gedern (zur Standesherrschaft Stolberg gehörig)
- ab 1815: Großherzogtum Hessen (Souveränitätslande), Provinz Oberhessen, Amt Gedern[16]  (zur Standesherrschaft Stolberg gehörig)
- ab 1821: Großherzogtum Hessen, Provinz Oberhessen, Landratsbezirk Nidda[17][Anm. 3]
- ab 1832: Großherzogtum Hessen, Provinz Oberhessen, Kreis Nidda
- ab 1848: Großherzogtum Hessen, Regierungsbezirk Nidda
- ab 1852: Großherzogtum Hessen, Provinz Oberhessen, Kreis Nidda
- ab 1867: Norddeutscher Bund, Großherzogtum Hessen, Provinz Oberhessen, Kreis Nidda
- ab 1871: Deutsches Reich, Großherzogtum Hessen, Provinz Oberhessen, Kreis Nidda
- ab 1874: Deutsches Reich, Großherzogtum Hessen, Provinz Oberhessen, Kreis Schotten
- ab 1918: Deutsches Reich, Volksstaat Hessen, Provinz Oberhessen, Landkreis Schotten
- ab 1938: Deutsches Reich, Volksstaat Hessen, Landkreis Lauterbach
- ab 1945: Deutsches Reich, Amerikanische Besatzungszone, Groß-Hessen,[Anm. 4] Regierungsbezirk Darmstadt, Landkreis Lauterbach
- ab 1946: Deutsches Reich, Amerikanische Besatzungszone, Hessen, Regierungsbezirk Darmstadt, Landkreis Lauterbach
- ab 1949: Bundesrepublik Deutschland, Hessen, Regierungsbezirk Darmstadt, Landkreis Lauterbach
- ab 1972: Bundesrepublik Deutschland, Hessen, Regierungsbezirk Darmstadt, Vogelsbergkreis, Gemeinde Grebenhain

### Einwohnerentwicklung
Quelle: Historisches Ortslexikon
- 1961: 174 evangelische (= 90,16 %), 19 katholische (= 9,84 %) Einwohner

| Volkartshain: Einwohnerzahlen von 1834 bis 2020 | Volkartshain: Einwohnerzahlen von 1834 bis 2020 | Volkartshain: Einwohnerzahlen von 1834 bis 2020 | Volkartshain: Einwohnerzahlen von 1834 bis 2020 | Volkartshain: Einwohnerzahlen von 1834 bis 2020 |
| --- | ----------------------------------------------- | ----------------------------------------------- | ----------------------------------------------- | ----------------------------------------------- |
| Jahr |                                                 |                                                 |                                                 | Einwohner                                       |
| 1834 | 1834                                            |                                                 | 265                                             | 265                                             |
| 1840 | 1840                                            |                                                 | 261                                             | 261                                             |
| 1846 | 1846                                            |                                                 | 266                                             | 266                                             |
| 1852 | 1852                                            |                                                 | 251                                             | 251                                             |
| 1858 | 1858                                            |                                                 | 240                                             | 240                                             |
| 1864 | 1864                                            |                                                 | 216                                             | 216                                             |
| 1871 | 1871                                            |                                                 | 199                                             | 199                                             |
| 1875 | 1875                                            |                                                 | 187                                             | 187                                             |
| 1885 | 1885                                            |                                                 | 187                                             | 187                                             |
| 1895 | 1895                                            |                                                 | 194                                             | 194                                             |
| 1905 | 1905                                            |                                                 | 200                                             | 200                                             |
| 1910 | 1910                                            |                                                 | 182                                             | 182                                             |
| 1925 | 1925                                            |                                                 | 197                                             | 197                                             |
| 1939 | 1939                                            |                                                 | 179                                             | 179                                             |
| 1946 | 1946                                            |                                                 | 230                                             | 230                                             |
| 1950 | 1950                                            |                                                 | 226                                             | 226                                             |
| 1956 | 1956                                            |                                                 | 180                                             | 180                                             |
| 1961 | 1961                                            |                                                 | 193                                             | 193                                             |
| 1967 | 1967                                            |                                                 | 193                                             | 193                                             |
| 1970 | 1970                                            |                                                 | 189                                             | 189                                             |
| 1980 | 1980                                            |                                                 | ?                                               | ?                                               |
| 1990 | 1990                                            |                                                 | ?                                               | ?                                               |
| 2000 | 2000                                            |                                                 | ?                                               | ?                                               |
| 2011 | 2011                                            |                                                 | 147                                             | 147                                             |
| 2015 | 2015                                            |                                                 | 143                                             | 143                                             |
| 2020 | 2020                                            |                                                 | 132                                             | 132                                             |
| Datenquelle: Historisches Gemeindeverzeichnis für Hessen: Die Bevölkerung der Gemeinden 1834 bis 1967. Wiesbaden: Hessisches Statistisches Landesamt, 1968. Weitere Quellen: ; Gemeinde Grebenhain: webarchiv; Zensus 2011 |                                                 |                                                 |                                                 |                                                 |

## Religion
Ursprünglich gehörte Volkartshain zu der seit 1537 lutherischen Pfarrei Gedern. Ende des 16. Jahrhunderts wurde deren Filialgemeinde Ober-Seemen zu einem eigenständigen Kirchspiel erhoben, zu dem als Filialorte neben Ober-Seemen auch Mittel-Seemen, Nieder-Seemen und Volkartshain gehörten. Seit 1724 besteht das Kirchspiel nur noch aus Ober-Seemen und Volkartshain, nachdem Mittel-Seemen als eigene Pfarrei abgetrennt wurde. Zu Beginn des 19. Jahrhunderts wurde die ehemalige stolbergische Zehntscheune zu einer Kirche umgebaut.

## Politik
Ortsvorsteher von Volkartshain ist Florian Zimmermann (Stand 2021).

## Vereine
In Volkartshain bestehen heute folgende Vereine und Vereinigungen (Gründungsjahr in Klammern):
- Freiwillige Feuerwehr Volkartshain (1936)
- Kultur- und Sportclub Volkartshain-Völzberg (1952)[9]

## Kulturdenkmäler
Siehe: Liste der Kulturdenkmäler in Volkartshain

## Wirtschaft und Infrastruktur
Das ursprünglich landwirtschaftlich geprägte Dorf Volkartshain entwickelte sich seit den 1950er Jahren, bedingt durch den Strukturwandel in der Landwirtschaft, nahezu vollständig zu einem Arbeitspendler-Wohnort. Vor Ort gibt es noch ein Taxiunternehmen, eine Kräuterschule, sowie ein Kleinunternehmen im Bereich IT-Dienstleistungen.

### Windpark

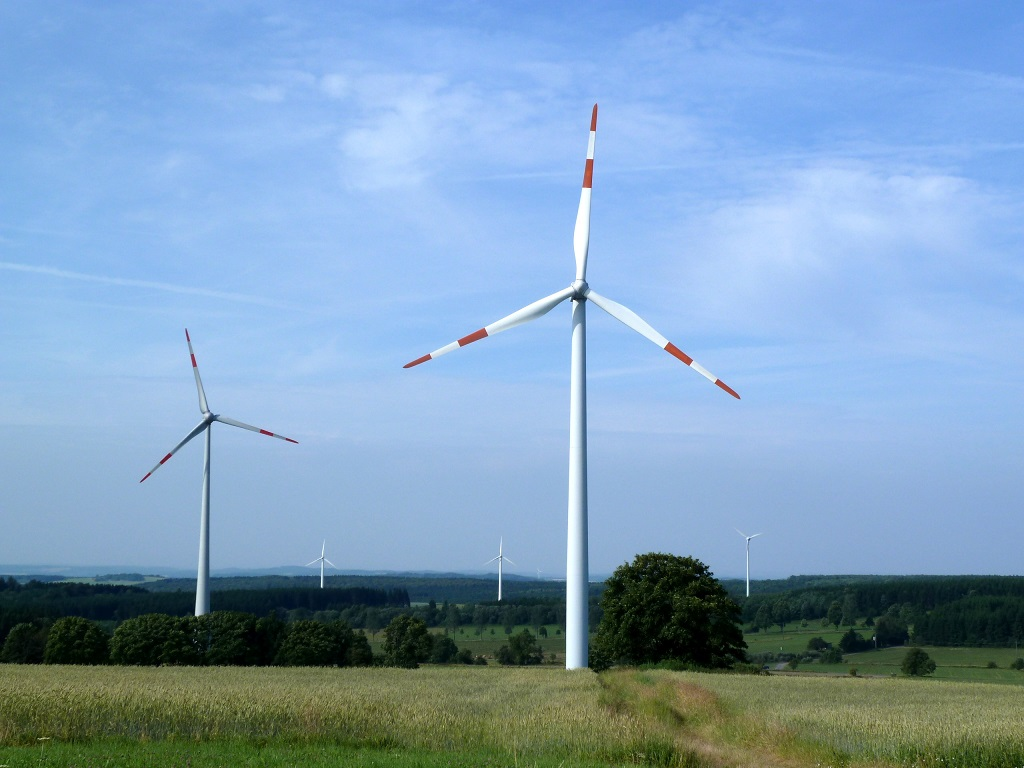
Windkraftanlagen im Windenergiepark Vogelsberg bei Grebenhain, im Hintergrund drei ältere Anlagen im benachbarten Windpark Volkartshain (2013)

Im nördlichen Teil der Gemarkung befindet sich ein Windpark mit insgesamt sechs Windkraftanlagen, von denen jeweils drei nordöstlich des Ortes und im Bereich der Landesstraße errichtet wurden. Der älteste Teil des Windparks besteht aus den drei Anlagen des Typs AN Bonus 600/41 mit einer Nennleistung von je 600 kW nordöstlich von Volkartshain, die im November 1995 in Betrieb genommen wurden und damit heute auch die ältesten Windkraftanlagen im Gebiet der Großgemeinde Grebenhain (nach dem Repowering des benachbarten Windparks Hartmannshain) sind. Im Sommer 1998 errichtet wurden nahe der Landesstraße die Anlagen des Typs Vestas V44-600kW (zwei Exemplare) und Enercon E-40/5.40 mit einer Leistung von je 600 bzw. 500 kW. Betreiber des Windparks ist eine ortsansässige Firma.

### Verkehr
Durch das Dorf verläuft die Landesstraße 3010. Sie verbindet Volkartshain mit der rund 1 km nördlich des Ortes vorbeiführenden Bundesstraße 276 und mit Ober-Seemen.